# Inverness (Illinois)
Inverness es una villa ubicada en el condado de Cook en el estado estadounidense de Illinois. En el Censo de 2010 tenía una población de 7399 habitantes y una densidad poblacional de 426,26 personas por km².

## Geografía
Inverness se encuentra ubicada en las coordenadas 42°6′55″N 88°6′3″O / 42.11528, -88.10083. Según la Oficina del Censo de los Estados Unidos, Inverness tiene una superficie total de 17.36 km², de la cual 16.94 km² corresponden a tierra firme y (2.43%) 0.42 km² es agua.

## Demografía
Según el censo de 2010, había 7399 personas residiendo en Inverness. La densidad de población era de 426,26 hab./km². De los 7399 habitantes, Inverness estaba compuesto por el 86.66% blancos, el 0.49% eran afroamericanos, el 0% eran amerindios, el 11.19% eran asiáticos, el 0.04% eran isleños del Pacífico, el 0.23% eran de otras razas y el 1.39% pertenecían a dos o más razas. Del total de la población el 2.41% eran hispanos o latinos de cualquier raza.